# El pájaro de la verdad
El Pájaro de la Verdad es un cuento de hadas español recogido por Cecilia Böhl de Faber (Fernán Caballero) en sus Cuentos de encantamiento. Andrew Lang lo incluyó en The Orange Fairy Book.

## Resumen
Un pescador encontró a dos hermosos niños flotando en el río en una cuna de cristal, una niña y un niño, y se los llevó a su esposa para que los criara como propios. A medida que los bebés crecían, sus hermanos mayores eran crueles con ellos y el niño y la niña a menudo se escapaban a la orilla del río, donde alimentaban con migas de pan a los pájaros. En agradecimiento, los pájaros les enseñaron a hablar su idioma.
Un día, el hijo mayor se burló de ellos por no tener padres, por lo que el niño y la niña salieron al mundo en busca de fortuna. Cuando se detuvieron para descansar en su camino, escucharon el cotilleo de los pájaros, y un pájaro dijo que el rey se había casado con la hija menor de un sastre, a pesar de la oposición de los nobles. Se vio obligado a ir a la guerra, y cuando regresó, le dijeron que su esposa había dado a luz a mellizos que habían muerto. Al extrañar a sus bebés, la reina se volvió loca y tuvo que ser encerrada en una torre en las montañas donde el aire fresco pudiera restaurarla. De hecho, los bebés no habían muerto realmente, sino que fueron llevados a la casa de un jardinero, y esa noche el chambelán los arrojó al río en una cuna de cristal, que los niños reconocieron por la historia de cómo los había encontrado el pescador. El pájaro continuó diciendo que solo el Pájaro de la Verdad podía convencer al rey de que los niños eran realmente sus hijos, y el pájaro estaba en manos de un gigante que solo dormía un cuarto de hora al día en el castillo de Irás y no volverás. Solo una bruja podría decir el camino al castillo, y ella no lo haría a menos que le dieran el agua de la fuente de muchos colores. Además, el Pájaro de la Verdad está rodeado por los Pájaros de la Mala Fe, y solo un búho podría decir cuál era cuál.
Fueron a la ciudad, donde pidieron hospitalidad por una noche, y fueron tan serviciales que el posadero les pidió que se quedaran. La niña lo hizo, pero su hermano se fue en la búsqueda. Una paloma le indicó que se fuera con el viento y, siguiéndola, llegó a la torre de la bruja y le preguntó el camino al castillo de Irás y no volverás. La bruja trató de que se quedara a pasar la noche, pero cuando él se negó, exigió una jarra de las aguas multicolores, o lo convertiría en un lagarto. Luego ordenó a un perro que lo llevara al agua.
En el castillo, escuchó el grito del búho y le pidió consejo. Le dijo que llenara la jarra de otra fuente y luego encontrara el pájaro blanco en la esquina, no los pájaros de colores brillantes. Tuvo un cuarto de hora para hacer la tarea, y lo logró. Cuando trajo el agua, la bruja se la echó encima y le dijo que se convirtiera en loro, pero él se puso más guapo, y todas las criaturas de la choza se tiraron al agua y volvieron a ser humanos. La bruja huyó.
Los cortesanos que fueron responsables de abandonar a los niños trataron de evitar que el rey se enterara de los niños, pero hablaron tanto de eso que escuchó la conmoción y sintió curiosidad. Cuando el pájaro voló hacia él, escuchó. El rey fue inmediatamente a abrazar a sus hijos, y luego los tres liberaron a su esposa, su madre, de la torre. A los malvados cortesanos les cortaron la cabeza, y la pareja que los había criado recibió riquezas y honor.

## Análisis

### Tipo de cuento
El cuento es una de las muchas variantes de Aarne-Thompson-Uther tipo ATU 707, "Los tres niños dorados", muy extendido en todos los continentes. Según los estudios, el tipo de cuento también puede ser conocido en España como El lucerito de oro en la frente.

### Distribución
El investigador de cuentos de hadas e hispanista estadounidense Ralph Steele Boggs publicó en 1930 un análisis estructural del tipo cuento en fuentes españolas. Según él, una mirada superficial al material indicaba que el tipo de cuento era "muy popular en español".
Las fuentes modernas, del siglo XX y principios del XXI, confirman la amplia área de distribución del tipo cuento en España: en Cataluña, Asturias, Andalucía, Extremadura, Nueva Castilla ; Cuenca, Salamanca, Cáceres, y en la Provincia de Ciudad Real . La académica Montserrat Amores ha publicado un catálogo de las variantes del ATU 707 que se pueden encontrar en fuentes españolas (1997).
El investigador James M. Taggart comentó que el tipo de cuento era una de "las historias más populares sobre hermanos y hermanas" contadas por narradores en Cáceres, España (aparte de los tipos AT 327, 450 y 451). Interpretando estos datos bajo una lente sociológica, remarcó que el papel de la heroína en el rescate de su hermano refleja la esperada tarea femenina de "mantener la unidad familiar".

## Variantes

### Francisco Maspons y Labrós
En recopilaciones del siglo XIX, el coleccionista D. Francisco de S. Maspons y Labros recopiló variantes en catalán : Los Fills del Rey ("Los hijos del rey"), L'aygua de la vida (" El agua de la vida "), Lo castell de irás y no hi veurás y Lo taronjer . Maspon y Labrós notó el parecido entre Lo castell de irás y no hi veurás y Lo taronjer con Las hermanas envidiosas de su cadete, de Las 1.001 noches .
En Lo castell de irás y no hi veurás ("El castillo de irás y no volverás"), un padre hace un pacto con el Diablo para enriquecerse, a cambio de una de sus hijas. El diablo convence al hombre de mutilar a su hija, pero cada vez que ella se bendice con la señal de la cruz  el diablo falla. Luego se escapa de casa y se refugia en una cueva, donde la encuentra un rey, con el cual se casa. Mientras el rey está en la guerra, ella da a luz a mellizos, un niño y una niña, y le escribe una carta contándole las buenas noticias, pero la carta es interceptada por el diablo, que falsifica el contenido para decir que la reina dio a luz a cachorros El rey recibe la carta y escribe una de vuelta, que también es interceptada y falsificada por el Diablo con la orden de arrojar a los gemelos al agua. La orden falsa se lleva a cabo y los gemelos son arrojados al agua en un cofre. Los gemelos son salvados por un molinero y luego son adoptados por un capellán que los nombra herederos de su gran fortuna. Las mujeres del pueblo natal del capellán, envidiosas de la suerte de los gemelos, envían a una bruja a su casa. La bruja los persuade de buscar el árbol de hojas de todos los colores, el agua de todos los colores y el pájaro con plumaje de todos los colores, que se encuentran en el título "Castillo de irás y no volverás".
En Lo taronger o Lo taronjer, tres niñas están conversando, y una de ellas dice que sus hijos tendrán una estrella en el frente. El príncipe escucha esto y la lleva a su castillo para casarse con ella. Da a luz a mellizos varones con una estrella en la frente que son arrojados al río, y un año después a una niña con una rosa en cada mano. Son salvados por un jardinero, que los cría. Años después, salen de casa para buscar a sus padres y encuentran a una anciana. La anciana les dice que vayan al bosque y cojan una naranja del naranjo en un bosque profundo. Después de que los hermanos fallan, su hermana es quien la arranca, la abre y de ella sale un pájaro multicolor.

### Antonio María Alcover
Según Josep Antoni Grimalt Gomila, el autor Antoni Maria Alcover recopiló y publicó 7 rondalles catalanas (cuentos populares) de Mallorca que se pueden clasificar en el tipo 707: S'aygo ballant i es canariet parlant ("El agua que baila y el canario parlante "); Sa flor de jerical i s'aucellet d'or ; La Reina Catalineta ("Reina Catalina"); La bona reina i la mala cunyada ("La buena reina y la mala cuñada"); S'aucellet de ses set llengos ; S'abre de música, sa font d'or i s'aucell qui parla ("Árbol de la música, las fuentes de oro y el pájaro que habla").

### Otros coleccionistas
El folclorista español Antonio Machado y Alvarez escribió un cuento andaluz de su propia hermana, titulado El agua amarilla. En este cuento, tres hermanas hablan de sus elecciones de esposos: la mayor quiere casarse con un panadero para que no le falte el pan; la del medio un cocinero, y la más joven con el rey. El rey escucha su conversación y arregla sus matrimonios. Las hermanas mayores se ponen celosas y conspiran contra su hermana, la reina: después de que ella da a luz a tres hijos (dos niños y una niña), cada vez reemplazan al bebé por un animal y los arrojan al agua en una canasta. Sin embargo, los tres niños son salvados por el "Sultán del Rey", quien los cría. Años más tarde, los hermanos construyen una casita cerca del palacio, y una anciana viene a visitarlos y les cuenta sobre el agua amarilla, el pájaro que habla y el árbol que canta.
Sérgio Hernández de Soto recogió una variante de Extremadura, llamada El papagayo blanco. En este cuento, un conde se casa con una mujer pobre pero hermosa. Mientras va a la guerra, deja a su esposa al cuidado del mayordomo, quien está secretamente enamorado de ella. La esposa del conde da a luz mellizos, cada uno con una estrella en el frente, y el mayordomo reemplaza a los mellizos por dos niños negros, los coloca en un ataúd de cristal y los arroja al río. Años más tarde, los mandan a buscar una fuente de agua plateada, una rama de un árbol con bellotas doradas y nueces plateadas, y un papagayo blanco. El hermano queda petrificado cuando intenta atrapar al pájaro, y su hermana lo salva a él y a otras personas petrificadas. Al final de la historia, las personas una vez petrificadas son invitadas a la casa de los gemelos, donde muestran sus mantas de bebé con el escudo de la familia del conde estampado en ellas y el loro blanco les ayuda a descubrir la verdad de su parentesco.
El historiador Juan Menéndez Pidal recogió una versión asturiana del informante Tomás Sánchez, de Pola de Laviana . En su cuento, titulado El pájaro que habla, el árbol que canta y el agua amarilla, un anciano rey le ruega a su hijo que busque esposa. El príncipe da un paseo por la ciudad y cabalga frente a la casa de un zapatero, donde sus tres hijas están hablando: el mayor quiere casarse con el hijo del rey para dar órdenes a la gente; la del medio para poder andar en carruaje y llevar muchos vestidos, y la menor porque quiere un buen marido. El hijo del rey elige casarse con la hermana menor. Las hermanas mayores se ponen celosas y reemplazan a sus sobrinos (dos niños y una niña) por animales, y cada vez los arrojan en una canasta al agua. Los niños son salvados cada vez por un rico jardinero sin hijos, que los cría como si fueran propios. Años más tarde, una vieja bruja visita su casa y les habla de tres objetos que pueden otorgarles la felicidad plena: el pájaro que habla, el árbol que canta y la fuente amarilla de la que brota oro.
El autor Wentworth Webster tradujo al inglés una variante en euskera, titulada El árbol que canta, el pájaro que dice la verdad y el agua que rejuvenece. En este cuento, tres hermanas hablan entre sí mientras hilan: la primera quiere casarse con el ayuda de cámara del rey, la segunda con el yerno del rey y la tercera con el propio rey. El rey escucha su conversación y las casa con los maridos de su elección. Las dos hermanas se vuelven cada vez más celosas de la tercera y conspiran contra ella. Cuando la nueva reina da a luz a una niña y dos niños (en tres embarazos consecutivos), los reemplazan por un gato, un perro y un osezno y los abandonan en una canasta en otro lugar. Un jardinero encuentra a los niños cada vez y los cría. Años más tarde, una anciana mendiga les habla de tres tesoros que los harán felices: el árbol que canta, el pájaro que dice la verdad y el agua que renace. Los hermanos fallan en la búsqueda, pero su hermana obtiene los tesoros y los rescata. Al final del cuento, el pájaro expone a las hermanas de la reina y le revela la verdad al rey durante una cena.
En un relato recogido de un informante de Algeciras con el título La historia del pájaro sabio, del agua saltarina y el árbol cantor, una humilde pareja de campesinos tiene cuatro hijas. Un día, son visitados por tres hombres. La pareja ordena a sus hijas que les sirvan la comida. Tiempo después, el rey convoca a las cuatro muchachas al castillo, ya que él y sus ministros eran los hombres a quienes servían. El rey se enamora de la cuarta chica y se casa con ella, ante los celos de las otras hermanas. La nueva reina da a luz a dos niños y una niña en tres embarazos consecutivos. Son reemplazados por cachorros y echados al agua, pero son salvados por una pobre pareja. Años más tarde, un anciano mendigo visita a los hermanos y les dice que busquen el pájaro que habla, el agua que baila y el árbol que canta.
El etnógrafo gallego Lois Carré Alvarellos publicó un cuento recogido de Campamento, en San Xurxo de Iñas, con el título As Fillas do Zapateiro ("Las hijas del zapatero"). En este cuento, un zapatero tiene tres hermosas hijas, la tercera es la más amable de ellas. Un día, un cazador llega a su casa y les pide agua para beber; solo la tercera hija atiende su pedido, ante la negativa de sus hermanas. Algún tiempo después, el príncipe se les aparece y notan que él era el cazador. Lleva a la tercera hermana a su castillo y se casa con ella, ocasionando celos de sus hermanas. La princesa da a luz a mellizos, un niño y una niña, que son tomados por sus tías y arrojados al río en una caja. Un molinero rescata la caja y cría a los gemelos como sus hijos. Años después, ambos se van de casa y encuentran trabajo con una anciana. Un día, la anciana lleva a los gemelos a un festín en el castillo del rey, y la hija mayor del zapatero desea conocerlos para poder envenenar su comida. Su crimen es descubierto y ella es castigada. El rey, el padre del príncipe, reconoce a sus nietos y los lleva al castillo.
En el siglo XX se recopiló una variante del dialecto alguerés de la lengua catalana, titulada Lo pardal verd ("El gorrión verde").

## Otras lecturas
- Espinosa, Aurelio M. "Más cuentos populares españoles". Hispania 22, núm. 1 (1939): 103-14. doi:10.2307/332177.
- Espinosa, Aurelio M. "Cuentos populares españoles e hispanoamericanos". El Diario de Folklore Americano 64, no. 252 (1951): 151-62. doi:10.2307/536633.